# Bezirksamt Berneck
| Basisdaten         | Basisdaten          |
| ------------------ | ------------------- |
| Regierungsbezirk   | Oberfranken         |
| Verwaltungssitz    | Berneck             |
| Fläche             | 211,52 km²          |
| Einwohner          | 15.932 (1925)       |
| Bevölkerungsdichte | 75 Einw./km² (1925) |

Das Bezirksamt Berneck war von 1862 bis 1929 ein Verwaltungsbezirk im Regierungsbezirk Oberfranken in Bayern. Die bayerischen Bezirksämter waren hinsichtlich ihrer Funktion und Größe als untere staatliche Verwaltungsbehörden vergleichbar mit einem Landkreis.

## Geschichte
Das Bezirksamt Berneck wurde im Rahmen der bayerischen Verwaltungsreform von 1862 gebildet. Der Sitz des Bezirksamts war in Berneck, das heute Bad Berneck im Fichtelgebirge heißt und zum Landkreis Bayreuth gehört. Zum 1. Oktober 1929 wurde das Bezirksamt aufgelöst:
- Die Gemeinden Bärnreuth, Berneck, Bischofsgrün, Brandholz, Escherlich, Gefrees, Goldkronach, Goldmühl, Leisau, Lützenreuth, Metzlersreuth, Nemmersdorf, Neudorf, Rimlas und Wülfersreuth kamen zum Bezirksamt Bayreuth. Von diesen Gemeinden wechselten Gefrees, Lützenreuth und Metzlersreuth am 1. Juli 1931 zum Bezirksamt Münchberg.[4]
- Die Gemeinden Gössenreuth, Himmelkron, Lanzendorf, Marktschorgast, Wasserknoden und Ziegenburg kamen zum Bezirksamt Kulmbach.
- Die Gemeinden Falls, Kornbach, Streitau, Walpenreuth, Witzleshofen und Zettlitz kamen zum Bezirksamt Münchberg.

## Einwohnerentwicklung
| Jahr      | 1864   | 1880   | 1890   | 1900   | 1910   | 1925   |
| --------- | ------ | ------ | ------ | ------ | ------ | ------ |
| Einwohner | 15.954 | 16.282 | 15.306 | 15.123 | 15.792 | 15.932 |

Einwohnerzahlen der Gemeinden mit mehr als 1.000 Einwohnern (Stand 1910):
| Berneck      | 1948 |
| Bischofsgrün | 1857 |
| Gefrees      | 1583 |
| Himmelkron   | 1123 |

## Gemeinden
| - Bärnreuth - Berneck, Stadt - Bischofsgrün - Brandholz - Escherlich - Falls - Gefrees, Stadt - Goldkronach, Stadt - Goldmühl - Gössenreuth | - Grünstein - Himmelkron - Kornbach - Lanzendorf - Leisau - Lützenreuth - Marktschorgast - Metzlersreuth - Nemmersdorf - Neudorf | - Rimlas - Streitau - Walpenreuth - Wasserknoden - Witzleshofen - Wülfersreuth - Wundenbach - Zettlitz - Ziegenburg |

Die Gemeinde Wundenbach wurde am 1. April 1926 in die Stadt Gefrees eingemeindet; am 1. April 1927 auch die Gemeinde Grünstein.

## Bezirksamtmänner
- 1904–1910: Adolf Ufer